# Jean-Jacques Quisquater
Jean-Jacques Quisquater, né le 13 janvier 1945 à Uccle, est un cryptographe belge, professeur à l'université catholique de Louvain en Belgique, co-inventeur du schéma d'identification Guillou-Quisquater.

## Biographie
Jean-Jacques Quisquater a tout d'abord travaillé chez Philips avant de devenir professeur et de créer le groupe de cryptographie de l'UCL. Il s'est particulièrement intéressé à l'implantation matérielle des primitives cryptographiques, comme par exemple dans des FPGA.

### Formation
Il est ingénieur civil en mathématiques appliquées (1970) et a un doctorat d’État en science informatique obtenu en 1987 au Laboratoire de recherche en informatique (LRI) de l'université d'Orsay.

### Cursus
Entre 1970 et 1991, il travaille au laboratoire de recherches Philips où il dirige une équipe en cryptographie et contribue à l’étude de la mise en œuvre de la cryptographie dans les cartes à puce (deux premières mondiales : première carte à puce avec le DES, système standard de cryptographie à clé secrète, première carte à puce avec un coprocesseur RSA, un schéma de cryptographie à clé publique).
Il est aujourd’hui professeur émérite de cryptographie et de sécurité multimédia au département d’électricité, à l'École polytechnique de Louvain (la Faculté des sciences appliquées de l’université catholique de Louvain), à Louvain-la-Neuve (Belgique).

### Titres et distinctions
Il détient 17 brevets dans le domaine de la carte à puce. Il a publié plus de 150 articles dans des revues de conférences internationales, dans les domaines de la théorie des graphes et surtout de la cryptographie. Il est co-inventeur d’un schéma cryptographique fort connu, le protocole GQ, utilisé par environ 100 millions d’ordinateurs[réf. nécessaire] – clients dans le monde, sous licence Novell (NDS, netware), et il a aussi proposé, avec Couvreur, une variante du chiffrement RSA, le CRT-RSA, où l'exponentiation est réalisée par le théorème des restes chinois. Il est un directeur de l’IACR (International Association for Cryptology Research), membre des comités d’organisation de CARDIS et ESORICS, et de plusieurs comités IFIP. Il a reçu un doctorat honoris causa de l’Université de Limoges, le prix Montefiore, l’Award Kristian Beckman de l’IFIP et la chaire Fermat de Midi-Pyrénées (sans compter la Chaire Franqui, en Belgique) pour 2004.

## Vie personnelle
Jean-Jacques Quisquater vit à Rhode-Saint-Genèse, est marié et a deux enfants dont un chercheur en cryptographie : Michaël Quisquater (maître de conférences à l'Université de Versailles – Saint-Quentin-en-Yvelines).

## Référencé par Satoshi Nakamoto
Le cryptographe est cité dans le célèbre livre blanc de Satoshi Nakamoto, Bitcoin: A Peer-to-Peer Electronic Cash System. Nakamoto y cite l'article Design of a secure timestamping service with minimal trust requirements, présenté lors du 20e symposium sur la théorie de l'information dans le Benelux en mai 1999. Cet article, coécrit par Quisquater, explore des concepts de sécurité et de traçabilité qui ont inspiré des éléments fondamentaux de la blockchain.
Len Sassaman, cryptographe ayant étudié à l'université de Louvain et collaboré avec Jean-Jacques Quisquater, a parfois été évoqué comme un possible candidat au rôle de Satoshi Nakamoto, le créateur pseudonyme du Bitcoin. Cette hypothèse repose notamment sur des liens possibles entre les recherches académiques menées à Louvain et les concepts fondamentaux ayant contribué à la création de la cryptomonnaie. Cette connexion est privilégiée par le fait que Michaël Quisquater, fils de Jean-Jacques Quisquater, était collègue avec lui au sein de son établissement.

## Espionnage
Durant l'investigation sur la cyberattaque du réseau de Belgacom révélée en 2013, les investigateurs ont découvert un logiciel espion sur l'ordinateur du professeur,,. L'infection aurait eu lieu via une fausse invitation du site LinkedIn, environ six mois avant sa découverte. Les suspects sont la NSA et le GCHQ. En novembre 2014, Kaspersky Lab révèle que le cryptographe aurait été victime en 2013 d'un malware très sophistiqué appelé Regin.